# Autoridade Regional de Darfur
Autoridade Regional de Darfur (em árabe: السلطة الإنتقالية الإقليمية لدارفور, al-slTa al-intqalia al-iqlimia al-darfor)  é um órgão de governo interino para a região de Darfur da República do Sudão. Foi estabelecida como Autoridade Regional de Transição de Darfur em abril de 2007 sob os termos do Acordo de Paz de Darfur, assinado em maio de 2006.
A autoridade atual foi renovada na sequência da assinatura de um novo Acordo de Paz de Darfur em 14 de julho de 2011, que incluía disposições para uma autoridade regional tanto com funções executivas como legislativas. O processo de reforma começou em 20 de Setembro de 2011, quando Tijani Sese foi nomeado como presidente da nova autoridade e foi concluída em 8 de fevereiro de 2012, quando a autoridade assumiu as suas funções completas. A autoridade é baseada em El-Fasher no Darfur do Norte.